# Абай (Теректинский район)
Аба́й (каз. Абай) — село в Теректинском районе Западно-Казахстанской области Казахстана. Входит в состав Акжаикского сельского округа. Код КАТО — 276233200.
Село расположено в левобережной пойме Урала.

## Население
В 1999 году население села составляло 828 человек (407 мужчин и 421 женщина). По данным переписи 2009 года, в селе проживало 700 человек (338 мужчин и 362 женщины).